# Lithochela
Lithochela is een geslacht van sponsdieren uit de klasse van de Demospongiae (gewone sponzen).

## Soort
- Lithochela conica Burton, 1929